# Sofie Alice Miller
Sofie Alice Miller (* 1989 in Tübingen) ist eine deutsche Schauspielerin.

## Karriere

### Film und Fernsehen
Ihren ersten Auftritt als Schauspielerin hatte Sofie Miller 2010 im Imagefilm Zeitreise der HFF Konrad Wolf. Bis 2015 wirkte sie an weiteren Kurz- und Spielfilmen der Hochschule für Film und Fernsehen als Schauspielerin mit. 2018 hatte sie Rollen in den Fernsehfilmen Wenn’s um Liebe geht und Das Menschenmögliche, ein Jahr später eine durchgehende Nebenrolle in der Fernsehserie Spätzle arrabbiata. 2020 besetzte sie eine Nebenrolle im Kurzspielfilm Ein guter Geist.

### Theater
Neben ihrer Tätigkeit in Film und Fernsehen tritt Sofie Miller auch regelmäßig als Theaterschauspielerin in Erscheinung. Ihr erstes Engagement hatte sie 2012 im Stück I am stalking myself to death. Zwischen 2014 und 2016 spielte sie mehrere verschiedene Rollen im Stuttgarter Theater tri-bühne. Ab 2016 wechselte sie zur Württembergischen Landesbühne Esslingen, wo sie ebenfalls viele verschiedene Rollen verkörperte. Ab 2019 trat sie zudem bei der bremer shakespeare company auf. 2020 und 2021 führte sie in den Produktionen Alien looking for love: Songs & Saxophone und Performance Liv Strömquist zusätzlich zu ihren Rollen als Alien bzw. tanzendes Mädchen auch Regie.

## Hörspiele (Auswahl)
- 2005: Winfried Maier-Revoredo: Don Kurt vom Neckar – Regie: Günter Maurer (Hörspielbearbeitung, Mundarthörspiel (schwäbisch) – SWR)
- 2005: Jürgen Popig, Felix Huby: Schwabenblues – Geschichte einer schwäbischen Familie – Regie: Susanne Hinkelbein (Original-Hörspiel, Mundarthörspiel (schwäbisch) – SWR)
- 2006: Friedrich Alfred Schiler: Anna. Schwäbisches Hörspiel (Anna I.: jung in der Erinnerung) – Regie: Susanne Hinkelbein (Originalhörspiel, Mundarthörspiel (schwäbisch) – SWR)
- 2016: Christian Berner, Frank Schültge: Schalldämpfer-Melodie (2. Teil) – Regie: Ulrich Lampen (Original-Hörspiel – SWR/Christian Berner/Frank Schültge (Auftragsproduktion))

## Privates
Sofie Miller wohnt in Bremen und hat einen Zweitwohnsitz in Stuttgart.